# Роберто Гарсія Ороско
Роберто Гарсія Ороско (ісп. Roberto García Orozco, 24 жовтня 1974, Мехіко, Мексика) — мексиканський футбольний арбітр.

## Кар'єра арбітра
Судив матчі мексиканської Прімери з 2005 по 2019 роки, суддя ФІФА з 2007 року. 
Обслуговував матчі чемпіонату світу серед юнацьких команд U17 2011 року.
| Дата       | Місце проведення         | Раунд           | Матч                   | Рахунок | Глядачі |
| ---------- | ------------------------ | --------------- | ---------------------- | ------- | ------- |
| 18.06.2011 | Універсітаріо, Монтеррей | Група B         | Франція – Аргентина    | 3 : 0   | 6 200   |
| 22.06.2011 | Корона, Торреон          | Група D         | Чехія – Нова Зеландія  | 1 : 0   | 10 105  |
| 26.06.2011 | Омнілайф, Гвадалахара    | Група F         | Кот-д'Івуар – Бразилія | 3 : 3   | 24 943  |
| 3.07.2011  | Сантьяго-де-Керетаро     | Чвертьфінал     | Японія – Бразилія      | 2 : 3   | 30 123  |
| 10.07.2011 | Ацтека, Мехіко           | Матч за 3 місце | Бразилія – Німеччина   | 3 : 4   | 94 379  |

Як головний арбітр працював на чемпіонаті світу серед молодіжних команд 2013 року.
| Дата       | Місце проведення            | Раунд       | Матч                  | Рахунок | Глядачі |
| ---------- | --------------------------- | ----------- | --------------------- | ------- | ------- |
| 23.06.2013 | Анталья                     | Група E     | Англія – Ірак         | 2 – 2   | 3148    |
| 28.06.2013 | Трабзон                     | Група C     | Австралія – Туреччина | 1 – 2   | 11286   |
| 6.07.2013  | Бурса                       | Чвертьфінал | Уругвай – Іспанія     | 1 – 0   | 7035    |
| 20.07.2013 | Тюрк Телеком Арена, Стамбул | Фінал       | Франція – Уругвай     | 4 – 1   | 20601   |

У липні 2017 обслуговував матчі Золотого кубка КОНКАКАФ 2017.

## Матчі національних збірних
| Дата              | Збірні                | Рахунок | Турнір                         | ЖК | YK · YK · RK | RK |
| ----------------- | --------------------- | ------- | ------------------------------ | -- | ------------ | -- |
| 8 липня 2009      | Сальвадор – Канада    | 0 – 1   | Золотий кубок КОНКАКАФ 2009    | 2  | 0            | 0  |
| 13 жовтня 2010    | США – Колумбія        | 0 – 0   | Товариський матч               | 3  | 0            | 0  |
| 26 березня 2011   | США – Аргентина       | 0 – 0   | Товариський матч               | 4  | 0            | 0  |
| 22 січня 2012     | США – Венесуела       | 1 – 0   | Товариський матч               | 4  | 0            | 1  |
| 9 червня 2012     | Гондурас – Панама     | 0 – 2   | Кваліфікація ЧС 2014           | 1  | 0            | 0  |
| 29 липня 2012     | Велика Британія – ОАЕ | 3 – 1   | Олімпійські ігри               | 2  | 0            | 0  |
| 1 серпня 2012     | Єгипет – Білорусь     | 3 – 1   | Олімпійські ігри               | 1  | 0            | 0  |
| 13 жовтня 2012    | Гватемала – Ямайка    | 2 – 1   | Кваліфікація ЧС 2014           | 5  | 0            | 0  |
| 12 червня 2013    | США – Панама          | 2 – 0   | Кваліфікація ЧС 2014           | 5  | 0            | 0  |
| 30 травня 2014    | Гондурас – Туреччина  | 0 – 2   | Товариський матч               | 1  | 0            | 0  |
| 10 вересня 2014   | Гватемала – Гондурас  | 2 – 0   | Кубок Центральної Америки 2014 | 4  | 0            | 0  |
| 12 листопада 2014 | Ямайка – Мартиніка    | 1 – 1   | Карибський кубок               | 2  | 0            | 0  |
| 16 листопада 2014 | НАО – Мартиніка       | 0 – 2   | Карибський кубок               | 1  | 0            | 0  |
| 18 листопада 2014 | Куба – Гаїті          | 1 – 2   | Карибський кубок               | 1  | 0            | 0  |
| 14 червня 2015    | Бразилія – Перу       | 2 – 1   | Кубок Америки                  | 4  | 0            | 0  |
| 26 червня 2015    | Аргентина – Колумбія  | 0 – 0   | Кубок Америки                  | 8  | 0            | 0  |
| 13 червня 2015    | Панама – США          | 1 – 1   | Золотий кубок КОНКАКАФ 2015    | 4  | 0            | 0  |
| 8 вереесня 2015   | Гватемала – НАО       | 2 – 0   | Кваліфікація ЧС 2018           | 2  | 0            | 0  |
| 13 листопада 2015 | Ямайка – Панама       | 0 – 2   | Кваліфікація ЧС 2018           | 2  | 0            | 0  |
| 3 червня 2016     | США – Колумбія        | 0 – 2   | Кубок Америки                  | 1  | 0            | 0  |
| 18 червня 2016    | Аргентина – Венесуела | 4 – 1   | Кубок Америки                  | 5  | 0            | 0  |
| 15 липня 2017     | Панама – Мартиніка    | 3 – 0   | Золотий кубок КОНКАКАФ         | 7  | 0            | 0  |